# Henk Pruis
Henk Albertus Pruis (Doornspijk, 14 november 1958) is een Nederlands vliegtuigbouwkundig ingenieur. Hij kreeg bekendheid als onderzoeker van de Bijlmerramp.

## Opleiding en werk
Pruis is geboren in ’t Harde en ging in Epe naar de middelbare school. Hij studeerde vervolgens vliegtuigbouwkunde in Haarlem, waar hij een opleiding tot boordwerktuigkundige deed.
In 1984 ging hij als inspecteur kleine luchtvaart aan de slag bij de Rijksluchtvaartdienst. Na vijf jaar ging hij over naar de grote luchtvaart, waar hij zich specialiseerde in de Boeing 747. In 1989 werd hij betrokken bij onderzoek naar het incident inzake KLM-vlucht 867, waarbij een KLM Boeing 747 door een vulkaanwolk vloog in Anchorage.
In 1992 werd hij als expert betrokken bij het onderzoek naar de Bijlmerramp, het neerstorten van vlucht LY1862 van de luchtvaartmaatschappij EL AL in Amsterdam. Hij coördineerde het ongevallenonderzoek in Hangar 8 op Schiphol-Oost in het team van de vooronderzoeker van de Raad voor de Luchtvaart. Tijdens zijn werkzaamheden werden een aantal balansgewichten van verarmd uranium in Hangar 8 gevonden en werd de Digital Flight Data Recorder geborgen.
Pruis werkte namens de Joint Aviation Authorities (JAA) aan de certificatie van de Airbus A330 en A340 als expert voor motoren en brandstofsystemen (1990-1995) en raakte ook betrokken bij de Europese certificatie van de Dassault 7X.
In zijn functie bij de EASA in Keulen was hij als expert op het hoogste niveau werkzaam als teamleider powerplant integration & fuel systems voor de certificatie en validatie van onder andere de Airbus A400, de Airbus A350, de Boeing 747-8(F), de Chinese COMAC 919 en was hij gedurende 25 jaar mede verantwoordelijk voor de luchtwaardigheid van de Airbus Longe Range luchtvloot.
Pruis was gedurende 15 jaar in internationaal verband werkzaam om de verbeteringen in 28 types vliegtuigen te realiseren naar aanleiding van het vliegongeval met TWA-vlucht 800, een Boeing 747 die voor de oostkust van de Verenigde Staten neerstortte ten gevolge van een explosie van de brandstoftank (Center Wing Tank: zie ook SFAR88 en JAA INT/POL 25/12).
Tevens was hij de Europese expert voor aangelegenheden betreffende vulkaanas en vliegtuigen. Dit naar aanleiding van de erupties van de IJslandse Eyjafjallajokull en de Grimsvötn, de vulkanen die het Europese luchtverkeer in 2010 en 2011 voor een week verlamden. Hij nam deel aan de ICAO Task Force voor ‘Volcanic Ash’ en schreef mee aan de verbetering van de procedures.

## Parlementair Onderzoek Bijlmerramp
In 1999 werd Pruis opgeroepen om te getuigen in het parlementaire onderzoek naar de ramp in de Bijlmermeer. In 2021 verleende hij medewerking aan de documentaire van de Israëlische documentairemaker Noam Pinchas over de ramp. In 2022 verleende hij medewerking aan de documentaire Rampvlucht (niet te verwarren met de gelijknamige dramaserie) van de KRO-NCRV naar aanleiding van de 30-jarige herdenking van de vliegramp.
In 2023 stelden Pruis en de nabestaanden van de vooronderzoeker ir. H.N. Wolleswinkel hun persoonlijke archieven beschikbaar aan het Historisch Nieuwsblad, dat in september 2024 een digitale editie over de complottheorieën met betrekking tot de  vliegramp in de Bijlmermeer publiceerde.
Hij schreef een aantal zeer kritische recensies met betrekking tot de heruitgave van het boek Going down Going Down in 2022 van journalist Vincent Dekker. Hij betoogt dat de auteur de feiten onvoldoende kent en er onzorgvuldig en selectief mee omgaat. In zijn ogen is het boek achterhaald en vertelt het niet het eerlijke verhaal.
De website van Pruis over het ongevallenonderzoek van vlucht El Al 1862 is in 2025 aangewezen als digitaal erfgoed en opgenomen in de collectie van de Nederlandse Koninklijke Bibliotheek.